# Charlie Melancon
Charles Joseph Melançon, dit Charlie Melancon (nom prononcé en anglais : /məˈlɑːnsɒn/), né le 3 octobre 1947 à Napoleonville (Louisiane), est un homme politique américain, membre du Parti démocrate et élu de Louisiane à la Chambre des représentants des États-Unis de 2005 à 2011.

## Biographie
Charlie Melancon siège à la Chambre des représentants de Louisiane de 1987 à 1993. Il préside par la suite l'American Sugar Cane League.
En 2004, il se présente à la Chambre des représentants des États-Unis dans le 3e district congressionnel de Louisiane, un district conservateur du sud de l'État. Au second tour, il bat Billy Tauzin III, fils du républicain sortant Billy Tauzin, de 569 voix. Il est réélu en 2006 et 2008.
Il est candidat à l'élection sénatoriale de 2010 face au républicain David Vitter, impliqué dans un scandale de prostitution quelques années plus tôt. Bien que Melancon soit un Blue Dog Democrat « pro-vie » et « pro-armes », Vitter le lie au président Barack Obama, impopulaire dans l'État. Vitter est réélu avec 56,6 % des suffrages contre 37,7 % pour Melancon.
En décembre 2015, le nouveau gouverneur de Louisiane John Bel Edwards nomme Melancon secrétaire du département de la nature et de la pêche (Department of Wildlife and Fisheries).